# 布小林
布小林（西里尔文：Бү Сяолин）；1958年8月—），女，蒙古族，内蒙古土默特左旗人，中华人民共和国政治人物。北京大学法律系经济法专业本科毕业，吉林大学法学院法学理论专业在职研究生学历，法学博士。曾任中国共产党内蒙古自治区委员会常委、统战部长，内蒙古自治区人民政府主席。中国共产党第十九届中央委员会委员。

## 生平
1966年，祖父乌兰夫在文化大革命初期被打倒，父亲布赫被关押到伊克昭盟的牛棚，布小林与双胞胎姐姐布大林、哥哥青戈三人随祖母云亭生活，住在一个“住满牛鬼蛇神”的大院的东房里。1972年，乌兰夫的二儿子乌可力、三儿子乌杰陆续被释放，与云亭团聚。1973年，乌兰夫恢复工作。1974年，布赫返回呼和浩特。1975年，云亭逝世。1976年6月，布小林参加工作，布小林到内蒙古自治区乌拉特中后旗温根公社插队。半年后，布小林参军，在内蒙古军区当兵。1980年，她考入北京大学法律系，进入当年新开设的经济法专业（80级五班）。此时，布赫官居国家民委副主任、内蒙古自治区党委常委、呼和浩特市第一书记，乌兰夫的职务是全国人大常委会副委员长、全国政协副主席。1984年，布小林本科毕业，赴内蒙古大学法律系任教。工作尚不满一年，她于1985年4月调动到内蒙古自治区政府办公厅法规处、政府法制局工作。1985年6月加入中国共产党。1987年，升为主任科员。
历任内蒙古自治区人民政府法制局副处长、处长、副局长、局长，法制办公室主任；自治区政府副秘书长兼调查研究室（参事室）主任；中共阿拉善盟盟委副书记、盟长，盟委书记、盟人大工委主任等职。2008年1月，当选内蒙古自治区人民政府副主席。2014年1月，任中国共产党内蒙古自治区委员会常委、统战部部长。2016年3月30日，在内蒙古自治区十二届人大常委会第二十一次会议成为内蒙古自治区代主席；6月23日，正式当选内蒙古自治区主席。
2016年6月23日，内蒙古自治区第十二届人民代表大会第五次会议补选为第十二届全国人民代表大会代表。2018年2月24日，当选为第十三届全国人大代表。
2021年1月26日，内蒙古自治区政府主席布小林在内蒙古自治区第十三届人民代表大会第四次会议的开幕式上做政府工作报告时忽然晕倒。同年8月，因身体原因刚满63岁的布小林辞去内蒙古自治区政府主席职务，由另一位蒙古族女性干部王莉霞接任内蒙古自治区主席。8月20日，第十三届全国人大常委会第三十次会议任命布小林为全国人民代表大会环境与资源保护委员会副主任委员。2023年，她继续当选为环境与资源保护委员会副主任委員。

## 家庭
祖父乌兰夫为开国上将，曾任国家副主席（1983年-1988年）、国务院副總理（1954年-1975年）、全國人大常委會副委員長（1975年-1983年）、全國政協副主席（1978年-1983年）及內蒙古自治區首任政府主席（1949-1955年）、人民委员会主席（1955年-1967年）和党委書記（1955年-1966年）。父亲布赫为原全国人大常委会副委员长（1993年-2003年）、內蒙古自治區政府主席（1983年-1993年）。其家族為中華人民共和國第一個祖孫三代執政同一省級行政區的家族。